# هارتس (لاندکرایس گوتینگن)
هارتس (به آلمانی: Harz) یک منطقهٔ مسکونی در آلمان است که در Osterode واقع شده‌است. هارتس  ۰ نفر جمعیت دارد.